# Manucodia
O género Manucodia (Boddaert, 1783) é composta por cinco espécies de aves-do-paraíso, com plumagens de cor preta, púrpura e verde.
Ocorrem nas florestas de baixa altitude do nordeste da Austrália, na Nova Guiné e ilhas adjacentes. Os membros deste género são monogâmicos e apresentam monomorfia sexual.
O nome Manucodia deriva do javanês "manuk dewata"; "manuk" significando ave e "dewata" significando deuses. Manucodia é um género da família Paradisaeidae.

## Espécies
- Manucodia atra
- Manucodia jobiensis
- Manucodia chalybata
- Manucodia comrii
- Manucodia keraudrenii